# Zweitakt-Dieselmotor

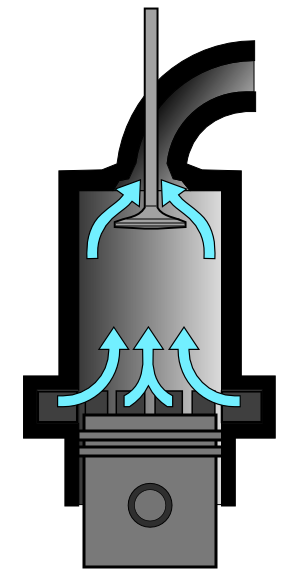
Ladungswechsel in einem auslassgesteuerten Zweitakt-Dieselmotor

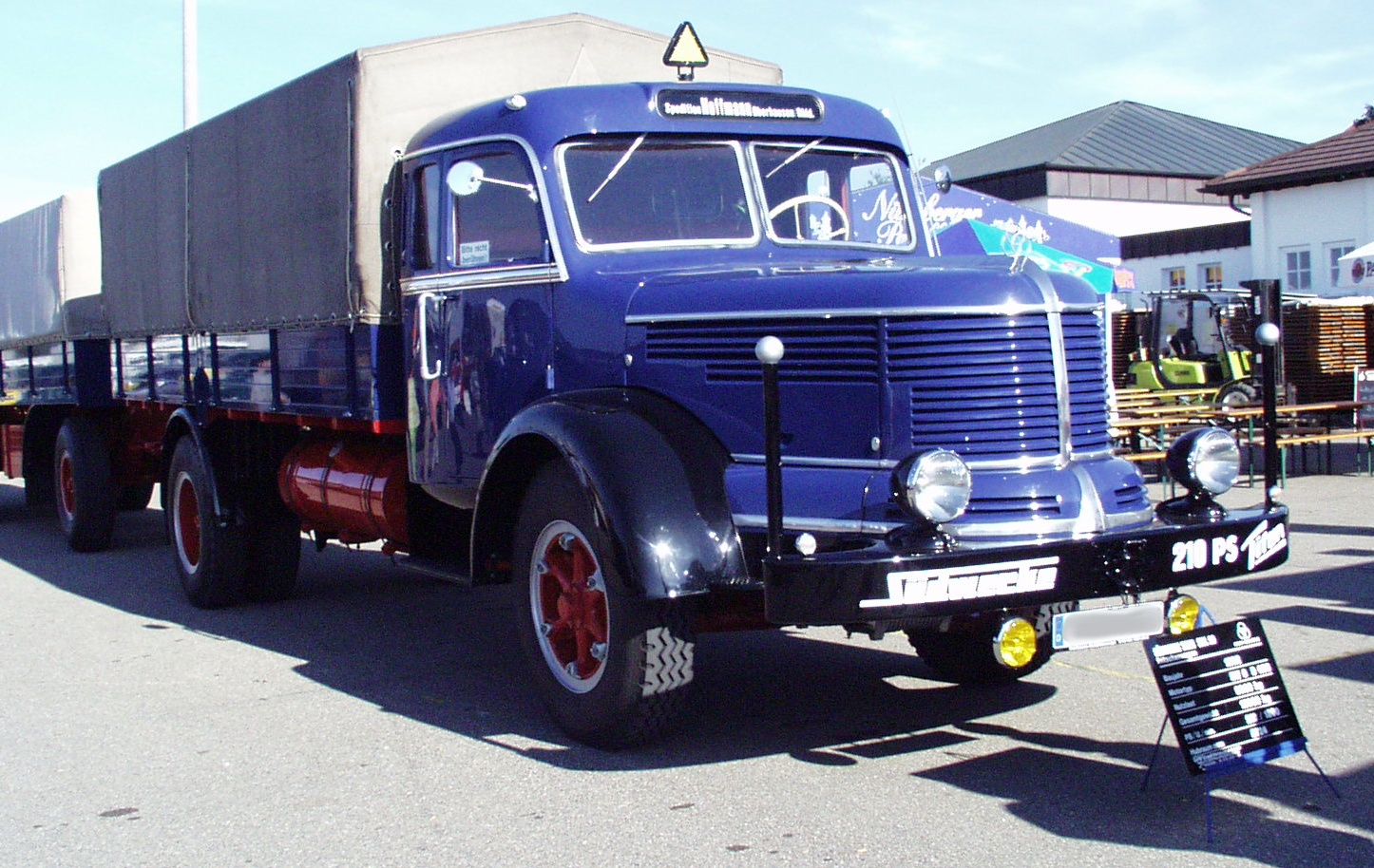
Einer der größten deutschen Lastkraftwagen mit Diesel-Zweitaktmotor war der Krupp Titan

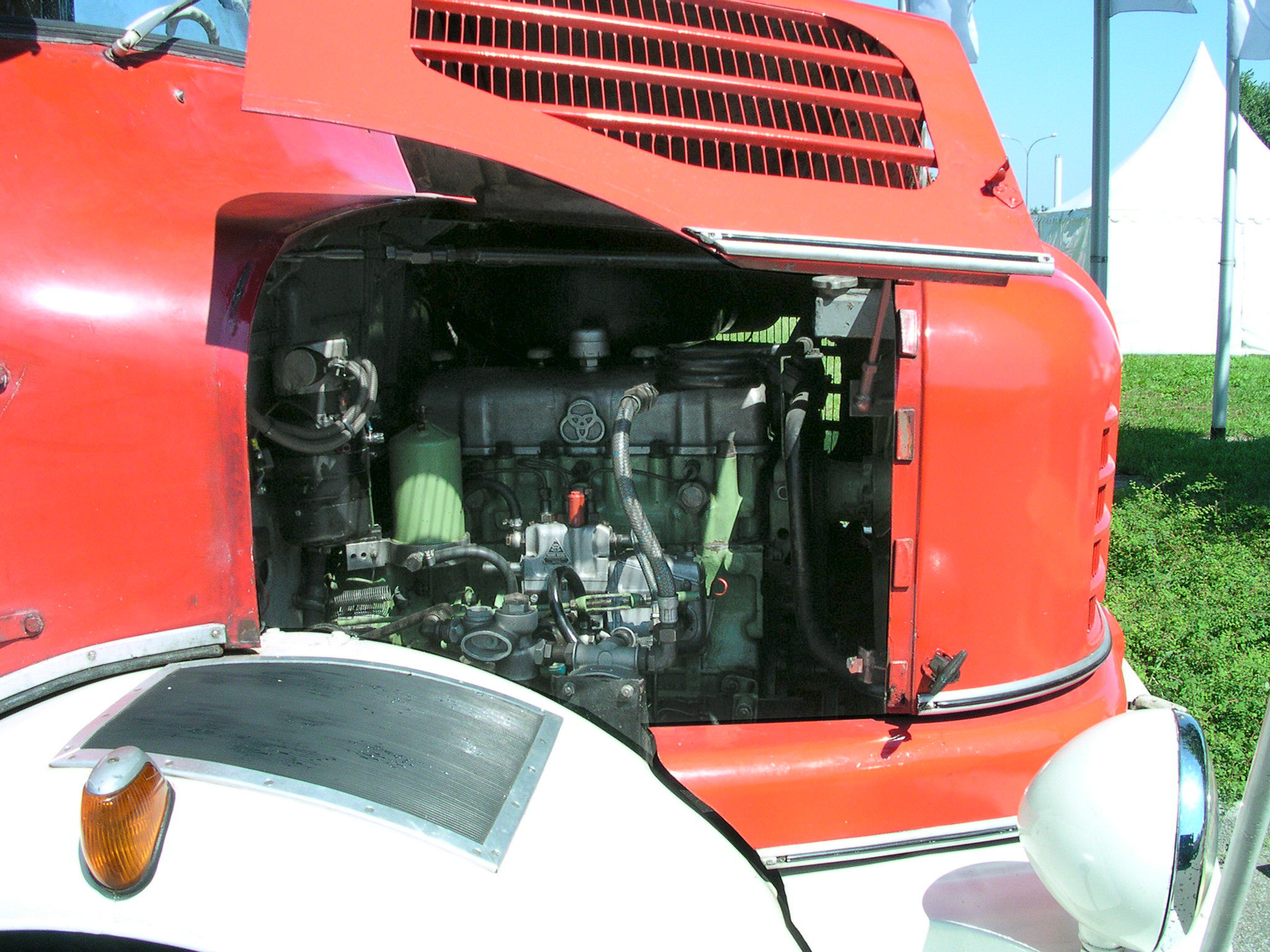
Diesel-Zweitaktmotor eines Krupp „Elch“

Ein Zweitakt-Dieselmotor ist ein nach dem Zweitaktprinzip arbeitender Dieselmotor.
Bei großen Dieselmotoren wird die Frischluft durch Einlassschlitze (‚ports‘) im unteren Bereich der Laufbuchse eingeblasen und die Abgase über die Auslassventile im Zylinderkopf ausgestoßen. Dadurch entsteht ein Gasfluss von ‚kalt‘ nach ‚heiß‘ und damit ein besserer thermischer Wirkungsgrad. Den Überdruck der Frischluft erzeugt in der Regel ein Turbolader – seltener ein Roots-Lader.
Zweitakt-Dieselmotoren werden als Schiffsmotoren verwendet, früher auch in Lkw, Lokomotiven, landwirtschaftlichen Maschinen und Flugzeugen.
Bekannte Beispiele hierfür sind die Zweitaktdieselmotoren der Baureihen 53, 71, 92, 149 der Detroit Diesel Corporation (DDC), die als „Taiga-Trommel“ bekannte Lokomotive DR-Baureihe V 200, und die Gegenkolbenmotoren von Junkers (Jumo 205) und Napier (Napier Deltic).

## Schiffsdiesel
In großen Frachtschiffen eingesetzte Schiffsdiesel sind meist langsamlaufende Zweitaktdieselmotoren. Üblich sind Reihenmotoren, vorzugsweise mit ungerader Zylinderzahl von bis zu zwölf Zylindern. Typische Maße solcher Motoren sind Bohrungen von bis zu knapp einem Meter, ein Hub von bis zu dreieinhalb Metern und eine Nenndrehzahl um 60–80 min−1 bei geringen geometrischen Verdichtungsverhältnissen (nur etwa 6:1 bis 8:1).
Diese Motoren werden mit Kreuzkopf im Kurbeltrieb auf niedrige Drehzahl ausgelegt, um die Schiffsschraube ohne Kupplung und Getriebe direkt anzutreiben, was Kosten, Bauraum und Wirkungsgradverluste von Getrieben erspart. Sie benötigen keine motorischen Anlasser, da sie für Vorwärts- oder Rückwärtslauf per Druckluft angelassen werden. Mit derartigen Motoren wird ein Wirkungsgrad bis ca. 55 % erzielt (z. B. MAN G90ME-C10), was kein anderer Motorentyp unter den Wärmekraftmaschinen erreicht. Schiffsdiesel-Zweitakter werden wegen ihrer riesigen Abmessungen und schweren Bauteile meist in Lizenz direkt auf den Schiffswerften gebaut und nicht in einer zentralen Motorenfertigung. Die größten Motoren werden auf koreanischen und chinesischen Werften gebaut.
Typischer Kraftstoff für diese Motoren ist Schweröl, das als Rückstandsöl bei der atmosphärischen Destillation aus Rohöl gewonnen wird. Dieses Schweröl ist im Normalzustand zähflüssig wie Achsenfett und muss in Beheizungseinrichtungen am Boden der Treibstoffbunker zunächst auf Temperaturen von 30 bis 40 °C erwärmt werden, bevor es genügend dünnflüssig und damit förderfähig wird, um es nach nochmaliger Erwärmung in den Endvorwärmern auf etwa 130 bis 140 °C zum Verbrennen in die Zylinderköpfe einzuspritzen.

## Ackerschlepper

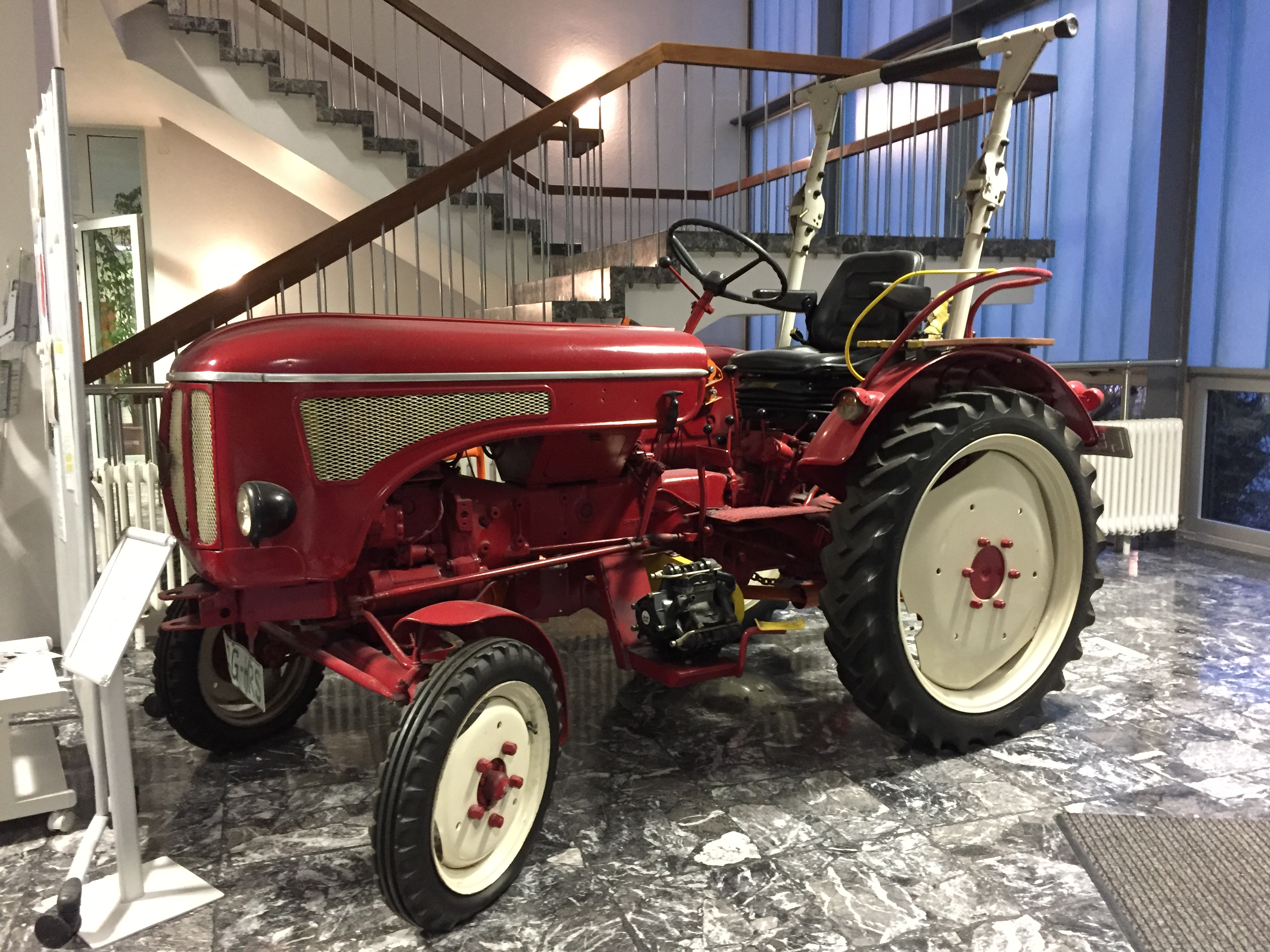
Hanomag Greif

Nach dem Zweiten Weltkrieg versuchte Hanomag, der damalige Marktführer für Ackerschlepper in Deutschland, den Zweitakt-Dieselmotor in kleinen Tragschleppern, wie dem Hanomag R12, zu etablieren. Die Motoren der Baureihen Hanomag 611 (Einzylinder) und 621 (Zweizylinder) waren schlitzgesteuert mit Roots-Spülgebläse und leisteten 12 oder 24 PS (8,8 oder 18 kW). Allerdings war Hanomag im schrumpfenden Markt für Kleinschlepper damit kein Erfolg beschieden: Wegen der geringen Leistung und zahlreicher Motorprobleme bald als „Ackermoped“ bei Landwirten verschrien, trugen diese Traktoren mit zu Hanomags wirtschaftlichem Niedergang bei. Der „C 115 Greif“ war 1962 der letzte Hanomag-Schlepper mit Zweitakt-Dieselmotor.
Der Traktorenhersteller Normag rüstete 1954–1958 Kleinschlepper der Baureihe „Kornett“ mit einem selbst konstruierten und gebauten 1,28-Liter-Einzylinder-Zweitakt-Dieselmotor aus mit Leistungen zwischen 12 und 18 PS (8,8 und 13 kW). Diese Motoren waren ebenfalls schlitzgesteuert, gespült wurde hier mit einer über ein Nebenpleuel betätigten Kolbenpumpe („Spülkolben“).
Der leistungsstärkste Traktor mit einem Zweitakt-Dieselmotor ist der Big Bud 16V-747. Er hat eine Leistung von 1100 PS (820 kW) und wurde in Havre, im US-Bundesstaat  Montana als Einzelanfertigung gebaut. Er ist laut seines Erbauers der „weltgrößte Traktor“ seit seiner Erschaffung im Jahre 1977.
Die als Halbdieselmotoren bekannten Motoren mit Direkteinspritzung der Heinrich Lanz AG arbeiten nicht wie Dieselmotoren mit Kompressionszündung, sondern nutzen die hohe Temperatur des Zylinderkopfes als Zündhilfe und sind daher  Glühkopfmotoren mit Direkteinspritzung.

## Flugzeugmotoren
In den 1930er Jahren gab es einige wenige Zweitakt-Diesel-Gegenkolben-Flugmotoren wie den Jumo 205 und den 207 (Liste hier), sowie weitere im Versuchsstadium mit Direkteinspritzung mit Luftspeicher.
Zweitakt-Dieselmotoren für Flugzeuge werden zum Beispiel von der Firma DeltaHawk Engines oder Zoche Aero-Diesel (München) angeboten.

## Eisenbahn
Zweitakt-Dieselmotoren werden in zahlreichen Schienenfahrzeugen in verschiedenen Bauformen verwendet.

## Spülung und Aufladung
Siehe auch Ladungswechsel beim Zweitaktmotor. Neuere Zweitakt-Dieselmotoren sind in der Regel aufgeladen, meist mit Abgasturbolader. Solche Motoren haben ein unsymmetrisches Steuerdiagramm, das heißt der Einlass schließt später als der Auslass, damit sich der Ladedruck aufbauen kann. Zum Anfahren oder wenn im Teillastbetrieb die Förderleistung des Turboladers nicht ausreicht, gibt es Hilfsgebläse, die meist elektrisch angetrieben werden.
Früher verwendeten verschiedene Hersteller von nicht aufgeladenen Zweitaktdieselmotoren Roots-Gebläse zur Spülung, zum Beispiel Commer beim TS-3-Gegenkolbenmotor, Krupp beim Motor des Titan, oder Napier, Detroit Diesel und Cummins. Das Roots-Gebläse wurde mechanisch vom Motor angetrieben. Außerdem gab es, etwa von Fichtel und Sachs, Motoren mit Kurbelkastenspülung. Der österreichische Motorenhersteller JW verwendete als Spülgebläse vielfach Schleudergebläse.

## Vorteile
Zweitakt-Dieselmotoren haben ein gutes Leistungsgewicht. Durch die wenigen bewegten Bauteile sind sie weniger störanfällig und dadurch langlebig. Da auf See nur geringe Umweltauflagen gelten, werden sie bevorzugt verwendet als Schiffsdieselmotoren, mit Schweröl als Treibstoff.

## Nachteile
Diese Art Motoren erzeugen hohe Schadstoffemissionen in ihren Abgasen. Daher konnte sich der ungesteuerte (ventillose) Zweitakt-Dieselmotor im Kraftfahrzeugbereich (ähnlich wie der Zweitakt-Ottomotor) trotz der einfachen Konstruktion nicht durchsetzen.

## (ehemalige) Hersteller
- Agrozet
- Arnold Jung Lokomotivfabrik, Jungenthal bei Kirchen/Sieg[8][9]
- Brons N.V.[10]
- Burmeister & Wain (B&W)
- Detroit Diesel
- Deutz AG
- Electro-Motive Diesel
- Fichtel und Sachs D500- und D600-Motoren, eine Entwicklung der Firma Holder, F&S hat den Motor in Lizenz gebaut. Verbaut in den Modellen der Firma Holder, Serien A, B und E mit 10 und 12 PS. Außerdem auch im Fahr KT 10, Schmiedag Hansa und als Stationärmotor.
- Hanomag
- Hatz
- Heinrich Lanz AG, die Glühkopfmotoren (als Vielstoffmotor, „Halbdiesel“ oder „Volldiesel“) des Lanz Bulldogs arbeiten nach dem Zweitaktverfahren
- Hirth Diesel D22[11]
- Holder-Motoren HD1, HD2 und HD3 verwendet als Einzylinder in Einachsern (HD1); Zweizylinder im AM2 (HD2) und Dreizylinder im AG3, AG35 (HD3)
- Ilo Diesel DL 660[11]
- Jaroslawski Awtomobilny Sawod, später in Jarowslawski Motorny Sawod umbenannt. Das Werk fertigte in der Sowjetunion von 1947 bis mindestens in die 1960er-Jahre große Stückzahlen Zweitakt-Dieselmotoren für Lastwagen wie den MAZ-200 (diverse Versionen), den JaAZ-210 oder den JaAZ-219. Auch in die erste Generation schwerer Lastwagen des ukrainischen Herstellers KrAZ (Modelle KrAZ-214, KrAZ-219, KrAZ-221 und KrAZ-222) sowie in kleinere Lokomotiven wurden die Motoren eingebaut.[12]
- Jenbacher Werke AG, heute GE Jenbacher
- Junkers Jumo 205
- Krupp
- MAN
- Rootes Dreizylinder-Gegenkolben-Zweitakt-Dieselmotor[13] TS 3 in Lastwagen der Marke Commer
- VEB Dieselkraftmaschinenwerk, Karl-Marx-Stadt (DKM)[14]
- Wärtsilä
- Winterthur Gas & Diesel